# Kruiz
Kruiz, (în traducere Croaziera), formație de muzică rock din Rusia, în care au activat trei interpreți de origine română: Valeriu Găină (chitară și voce), Vsevolod Coroliuc (baterie, flautist, percuționist și vocalist) și Alexandru Chirnițchi (chitară-bas și vocal). Componența inițială a avut de asemenea următorii muzicieni: Matvei Anicikin (primul conducător artistic, trompetă și clape), Alexandr Monin (vocalist), Nicolai Ciunusov (toboșar), Serghei Sarâcev (clape și voce). Formația s-a produs la filarmonica din Tambov, a lansat primul album în 1981. Stilul formației: hard rock. Peste ceva timp, chitaristul Valeriu Găină, s-a separat de ceilalți muzicieni și a format trioul Kruiz, alături de care a lansat muzică pe LP în Rusia (în 1987), Germania (WEA) în 1988, iar mai târziu a produs albume în SUA. În componența trioului au evoluat: Serghei Efimov (baterie) și Fiodor Vasiliev (chitară-bas).

## Discografie
- 1981 Крутится волчок
- 1982 Послушай, человек
- 1983 Путешествие на воздушном шаре
- 1984 P.S. Продолжение следует
- 1985 КиКоГаВВА
- 1987 Круиз-1 (reeditat în 2002 (DEMO CD) și în 2007 în format deplin)
- 1988 "Kruiz" (reeditat în 2007 г.)
- 1989 Kruiz 1989
- 1993 Фестивaль 'Робин Гуд-93' в Лыткapино
- 1997 Всем встать (двойной альбом)
- 2001 Ветераны рока
- Un album retrospectiv al formației a apărut în seria Legendele rock-ului rusesc
- 1991 Gain
- 1993 Karma
- 1994 Shue String DeLilla
- 1997 Insulated
- 2006 Снова твой (reeditat în 2007)